# Autonomní region Muslimské Mindanao

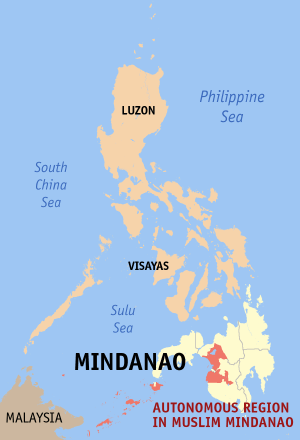
lokalizace regionu v rámci Filipín

Autonomní region Muslimské Mindanao nebo Autonomní region na Muslimském Mindanau (anglicky: Autonomous region in Muslim Mindanao) zkráceně ARMM byl autonomní oblastí muslimů nacházející se na Filipínách, ve východní části ostrova Mindanao a na přilehlých ostrovech. Dále byla oblast rozdělena do 6 provincií. Region byl spravován místními muslimy a filipínskou vládou. Platilo zde také právo šaría, ale pouze pro muslimy.

## Geografie
Region se rozkládal na dvou hlavních geografických územích - Mindanau a Suluském souostroví a rozkládal se na ploše 12 288 km².

## Demografie
Dle sčítání obyvatelstva z roku 2015 zde žilo v tento rok přibližně 3,78 milionu osob. I když se jedná o převážně muslimskou oblast, nalezneme tu také křesťanskou menšinu (5,8% katolíků a 2,3% protestantů). 2,5% místního obyvatelstva vyznává jiné náboženství nebo jejich vyznání není zjištěno.

## Historie
Od 15. století zde žijí muslimové, kteří si zde zachovávají svoji kulturu a životní styl. Roku 1457 zde byla na krátkou dobu část Suluského sultanátu. Roku 1565 kolonizovali Mindanao Španělé. Po španělsko-americké válce připadlo toto území USA. V roce 1942 Mindanao obsadili Japonci Mindanao, které bylo znovudobyté roku 1945 americkými a filipínskými vojsky. Autonomní region Muslimské Mindanao byl ustanoven v roce 1989. V roce 2019 byl nahrazen Autonomním regionem Bangsamoro na muslimském Mindanau.